# Daijirō Morohoshi
Daijiro Morohoshi (諸星 大二郎, Morohoshi Daijirō) est un auteur de bande dessinée japonaise né le 6 juillet 1949 à Karuizawa dans la préfecture de Nagano, au Japon.
Artiste reconnu au Japon pour son talent et acclamé par la critique, il n'a que peu de succès commerciaux, notamment Saiyū Yōenden qui reçoit le Prix culturel Osamu-Tezuka en 2000.

## Biographie
Il passe son enfance dans l'arrondissement Adachi de Tokyo.
Après le lycée, il travaille à la mairie de Tokyo pendant trois ans.
En 1970, il est sélectionné par le magazine COM en tant que « mangaka débutant du mois » qui publie son manga Junko Kyoukatsu (ジュン子・恐喝). L'auteur indique qu'il a postulé au concours car il ne se sentais pas sûr de lui et qu'il n'avait personne vers qui se tourner pour juger de la valeur de son travail ; il hésitait à devenir un auteur professionnel et cela lui a permis un coup d'essais.
En 1974, Seibutsu Toshi (生物都市, Bio City) est sélectionné aux 7e Prix Tezuka[réf. nécessaire].
En 1983, il publie Saiyū Yōenden (西遊妖猿伝, Journey to the West: Monster monkey's Commentary) basé sur La Pérégrination vers l'Ouest dans le magazine Super Action qui remporte, en 2000, le grand prix du 4e Prix culturel Osamu Tezuka[réf. nécessaire].

### Manga
- 1970 :
  - Kinka wo irete kara botan wo oshite kudasai (Introduisez la monnaie puis appuyez sur le bouton?), pré-publié dans le magazine COM
  - Junko Kyoukatsu (ジュン子恐喝, Junko — chantage?), pré-publié dans le magazine COM[4]
- 1974 :
  - Yōkai Hunter (妖怪ハンター?), pré-publié dans le magazine Weekly Shōnen Jump ; publié en 1 volume chez Shūeisha[BU 1].
  - Yume Miru Kikai (夢みる機械?), publié en 1 volume chez Asahi Sonorama en 1978, puis chez Shūeisha en 1993[BU 2].
- 1976 : Ankoku Shinwa (暗黒神話, The Dark Myth?), publié en 1 volume chez Shūeisha[BU 3].
- 1977 : Koushi Ankokuden (孔子暗黒伝?), pré-publié dans le magazine Weekly Shōnen Jump ; publié en 2 volumes chez Shūeisha, puis en 1 Bunkoban[BU 4].
- 1978 : Adam no Rokkotsu (アダムの助骨?), pré-publié dans le magazine Monthly Shōnen Jump ; publié en 1 volume chez Kisou Tengaisha (ja), puis chez Shūeisha en 1982[BU 5].
- 1979 : Jofuku Densetsu (徐福伝説?), publié en 1 volume chez Shūeisha[BU 6].
- 1980 : Complex City (コンプレックス・シティ 諸星大二郎傑作集?), pré-publié dans le magazine Manga Action ; publié en 1 volume chez Futabasha[BU 7].
- 1981 : Jigoku no Senshi (地獄の戦士, Hell Warrior?), publié en 1 volume chez Shūeisha[BU 8].
- 1983 : Saiyū Yōenden (西遊妖猿伝, The Monkey King and other Chinese Legends?), pré-publié dans le magazine Comic Tom (Ushio Shuppansha) et Super Action (Futabasha) ; publié en 16 volumes chez Futabasha, puis Kōdansha en 1983 et Ushio Shuppansha en 1998[BU 9].
- 1984 : Kodomo no Oukoku (子供の王国?), publié en 1 volume chez Shūeisha[BU 10].
- 1988 :
  - Shitsu Rakuen (失楽園?), publié en 1 volume chez Shūeisha[BU 11].
  - Youkai Hunter - Kairyuusai no Yoru (海竜祭の夜 妖怪ハンター?), pré-publié dans le magazine Weekly Shōnen Jump ; publié en 1 volume chez Shūeisha[BU 12].
- 1989 : Shokai Shii (諸怪志異（一）異界録?), publié en 1 volume chez Futabasha en 2009[BU 13].
- 1991 :
  - Madmen (ja) (マッドメン?), publié en 2 volumes chez Akita Shoten, puis en 1 Bunkoban chez Shūeisha[BU 14].
  - Boku to Furio to Koutei de (ぼくとフリオと校庭で?), pré-publié dans le magazine Comic Action Character et d'autres ; publié en 1 volumes chez Futabasha, republié en 2006[BU 15].
- 1992 : Kaijinki (海神記?), pré-publié dans le magazine Comic Tom ; publié en 3 volumes chez Ushio Shuppansha, republié chez Houbunsha en 2007[BU 16].
- 1993 :
  - Youkai Hunter - Hieda Reijirou no Field Note yori (妖怪ハンター　稗田礼二郎のフィールド・ノートより?), publié en 3 volumes chez Shūeisha[BU 17].
  - Fuan no Ritsuzou (不安の立像?), publié en 1 volume chez Shūeisha[BU 18].
  - Tenson Kourin (天孫降臨?), publié chez Shūeisha[BU 19].
- 1996 : Shiori to Shimiko (栞と紙魚子?), pré-publié dans le magazine Nemuki ; publié en 6 volumes chez Asahi Shimbun Shuppan[BU 20].
- 1997 : Ten Kuzure Otsuru Hi (天崩れ落つる日?), publié en 1 volume chez Shūeisha[BU 21].
- 1998 : Yume no Ki no Shita de (夢の木の下で?), pré-publié dans le magazine Comic Are! et Comic P! ; publié en 1 volume chez Magazine House[BU 22].
- 2000 :
  - Mirai Saijiki Baio no Mokushiroku (未来歳時記・バイオの黙示録?), pré-publié dans le magazine Ultra Jump ; publié en 1 volume chez Shūeisha[BU 23].
  - Chouruizufu (私家版鳥類図譜?), pré-publié dans le magazine Morning ; publié en 1 volume chez Kōdansha[BU 24].
- 2001 :
  - Morohoshi Daijirou Jisen Tanpenshuu (諸星大二郎自選短編集?), pré-publié dans le magazine Shuukan Young Jump ; publié en 2 volumes chez Shūeisha[BU 25].
  - Gojouden (碁娘伝?), publié en 1 volume chez Ushio Shuppansha, republié en 2007[BU 26].
- 2004 : Shikaban Gyorui Zufu (私家版魚類図譜?), pré-publié dans le magazine Bessatsu Morning et Morning ; publié en 1 volume chez Kōdansha[BU 27].
- 2005 : Youkai Hunter - Hieda Monogatari - Mashougatake (稗田のモノ語り　魔障ヶ岳－妖怪ハンター?), publié en 1 volume chez Kōdansha[BU 28].
- 2006 : Sneewittchen - Geschichten nach Grimm (スノウホワイト　ー　グリムのような物語?), publié en 1 volume chez Tokyo Sogensha[BU 29].
- 2007 : Trude Obasan - Grimm no You na Monogatari (トゥルーデおばさん―グリムのような物語?), publié en 1 volume[BU 30].
- 2008 :
  - Yami no Uguisu (闇の鶯?), pré-publié dans le magazine MiChao! ; publié en 1 volume chez Kōdansha[BU 31].
  - Saiyuu Youenden - Saiikihen (西遊妖猿伝西域篇?), pré-publié dans le magazine Morning et Morning Two ; publié en 6 volumes chez Kōdansha[BU 32].
- 2009 : Saiyuu Youenden - Taitouhen (?), publié en 10 volumes chez Kōdansha[BU 33].
- 2010 :
  - Youkai Hunter - Yami no Kyakujin (妖怪ハンター~闇の客人~?), pré-publié dans le magazine Comic Bunch ; publié en 1 volume chez Shinchosha[BU 34].
  - Youkai Hunter - Hieda no Seitotachi - Yumemimura Nite (夢見村にて 妖怪ハンター 稗田の生徒たち?), pré-publié dans le magazine Ultra Jump ; publié en 1 volume chez Shūeisha[BU 35].
- 2013 :
  - Urikohime no Yoru Cinderella no Asa (瓜子姫の夜・シンデレラの朝?), publié en 1 volume chez Asahi Shinbunsha[BU 36].
  - Otokotachi no Fuukei (諸星大二郎特選集 男たちの風景?), publié en 1 volume chez Shogakukan[BU 37].
- 2016 : Box - Qu'y a-t-il dans la boite ? (BOX ～箱の中に何かいる～, Box - Hako no naka ni nanika iru?), pré-publié dans le magazine Morning Two ; publié en 3 volumes chez Kōdansha[BU 38].

### Œuvre Collective
- 2014 : Tensai-tachi no Kyouen (天才たちの競演?), publié en 2 volumes chez Shogakukan[BU 39].

## Réception et critiques
Les travaux de Daijiro Morohoshi n'ont pas connu de grands succès commerciaux mais sont reconnues par ses pairs et pour son style. Il influence également des mangaka et des réalisateurs, notamment Miyazaki. Ses œuvres sont admirées et la critique le qualifie de génie.

## Style
L'auteur travail seul, sans assistants.
Il indique s'inspirer d'Osamu Tesuka, de la mythologie Grecque et des romans d'aventures Anglais.

## Récompenses
- 1974 : 7e Prix Tezuka pour Seibutsu Toshi (La Cité organique?)
- 2000 : Grand Prix du 4e Prix culturel Osamu Tezuka pour Saiyū Yōenden[12].
- 2008 : Prix de l'excellence du Japan Media Arts Festival pour le manga Shiori et Shimiko[13].
- 2014 : Récompense arts et média de l'agence des affaires culturelles du Japon[pas clair] pour Uriko-Hime no Yoru, Cinderella no Asa[14]
- 2018 : Grand prix du 47e Japan Cartoonists Association Awards pour le recueil Morohoshi Daijirō Gekijō[15]

## Sources
- (en) Cet article est partiellement ou en totalité issu de l’article de Wikipédia en anglais intitulé « Daijiro Morohoshi » (voir la liste des auteurs).
- (en + de + fr + ja) Masanao Amano, Manga Design, Cologne, Taschen, coll. « Mi », 15 mai 2004, 576 p., 19,6 cm × 24,9 cm, broché (ISBN 978-3-8228-2591-4, présentation en ligne), p. 522-525édition multilingue (1 livre + 1 DVD) : allemand (trad. originale Ulrike Roeckelein), anglais (trad. John McDonald & Tamami Sanbommatsu) et français (trad. Marc Combes)
- Ilan Nguyên, « MOROHOSHI Daijirô : Une mythologie des ténèbres, de l’étrange au monstrueux », sur cinemasie.com, janvier 2007
- (en) Senjo Nakai, « MOROHOSHI, DAIJIRÔ (1949–) », The Encyclopedia of Japanese Horror Films, Rowman & Littlefield,‎ 29 juillet 2016, p. 207-208 (ISBN 9781442261662).
- (en) Morohoshi Daijiro (trad. Mark MacWilliams), « A Sinister Spectre » [« 不安の立像 »], Kaiki: Uncanny Tales from Japan, Kurodahan Press, vol. 3 « Tales of the Metropolis »,‎ 2012, p. 302 (ISBN 978-4-902075-10-6, résumé)
- (en) Hayao Miyazaki, Starting Point 1979-1996, Viz Media, 2014, 460 p. (ISBN 978-1-4215-0594-7)